# Cody McMains
Cody McMains (Pasadena, California; 4 de octubre de 1985) es un actor estadounidense de series y películas, conocido por interpretar a Mitch Briggs en Not Another Teen Movie.
También ha interpretado a Patch en la película Thomas y el Ferrocarril Mágico, con Alec Baldwin, Peter Fonda y Mara Wilson, además de lo cual ha aparecido en varias series de televisión.

## Filmografía

### Cine
| Año  | Título                                                               | Personaje      | Notas       |
| ---- | -------------------------------------------------------------------- | -------------- | ----------- |
| 1996 | Big Bully                                                            | Kirby          |             |
| 1999 | Tumbleweeds                                                          | Adam Riley     |             |
| 1999 | Impala                                                               | Will           | Corto       |
| 2000 | Escape to Grizzly Mountain                                           | Rollie         |             |
| 2000 | Thomas and the Magic Railroad (Thomas y el Ferrocarril Mágico [Esp]) | Patch          |             |
| 2000 | Bring It On                                                          | Justin Shipman |             |
| 2001 | Not Another Teen Movie                                               | Mitch Briggs   |             |
| 2005 | Pretty Persuasion                                                    | Kenny          |             |
| 2005 | Madison                                                              | Bobby Epperson |             |
| 2006 | State's Evidence                                                     | Brian          |             |
| 2007 | Freakin' Zombies, Man!                                               | Stan Johnson   | Vídeo corto |
| 2008 | Trailer Park of Terror                                               | Jason          |             |
| 2008 | Christmas Break                                                      | Goldy          | Corto       |
| 2009 | The Intervention                                                     | Muchacho       |             |
| 2009 | Vicious Circle                                                       | Alfred         |             |
| 2012 | FDR: American Badass!                                                | James          |             |

- St. James St. James Presents: Delirium Cinema (2011) - Anthony Michael Shaw

### Televisión
| Año        | Título                         | Personaje           | Notas                                                                         |
| ---------- | ------------------------------ | ------------------- | ----------------------------------------------------------------------------- |
| 1996       | Bless This House               | Hunter              | Episodio: "One Man's Ceiling Is Another Man's Stereo"                         |
| 1996       | Men Behaving Badly             | Timmy               | Episodio: "Welcome to Jamieco"                                                |
| 1996       | What Love Sees                 | Billy Holly         | Película de televisión                                                        |
| 1997       | The Pretender                  | Ike                 | Episodio: "Dragon House: Part 1"                                              |
| 1997       | The Parent Hood                | Andy                | Episodio: "No Soul on Ice"                                                    |
| 1999       | Brimstone                      | Joven Ezekiel Stone | Episodio: "It's a Helluva Life"                                               |
| 1999       | Love Boat: The Next Wave       | Justin              | Episodio: "Three Stages of Love"                                              |
| 2001       | Prank Attack                   | Anfitrión           | Serie                                                                         |
| 2002       | Beyond Belief: Fact or Fiction | Darren              | Episodio: "The Bloody Hand"                                                   |
| 2002–03    | Everwood                       | Wendell             | Recurrente                                                                    |
| 2004       | Joan of Arcadia                | Danny               | Episodio: "Back to the Garden"                                                |
| 2004       | Cold Case                      | John (1974)         | Episodio: "Daniela"                                                           |
| 2006       | In from the Night              | Tristan             | Película de televisión                                                        |
| 2006, 2007 | Monk                           | Troy Kroger         | 2 Episodios: "Mr. Monk Gets a New Shrink", "Mr. Monk and the Buried Treasure" |
| 2007       | Desperate Housewives           | Hector              | Episodio: "God, That's Good"                                                  |
| 2007       | Without a Trace                | Tyler               | Episodio: "Two of Us"                                                         |
| 2008       | The Closer                     | John McFadden       | Episodio: "Time Bomb"                                                         |
| 2009       | Trust Me                       | Chip Lyons          | Episodio: "All Hell the Victors"                                              |
| 2009–10    | 10 Things I Hate About You     | Keith               | Recurrente                                                                    |
| 2009, 2010 | 90210                          | Stuart              | 3 Episodios: "Women's Intuition", "Javianna", "Confessions"                   |
| 2010       | No Ordinary Family             | Empleado            | Episodio: "No Ordinary Vigilante"                                             |

- Seven Days (1999) - Chico en bicicleta (1 episodio)

- Datos: Q724684